# Horche
Horche ist eine zentralspanische Kleinstadt und eine Gemeinde (municipio) mit 2.934 Einwohnern (Stand: 2024) in der Provinz Guadalajara in der Autonomen Gemeinschaft Kastilien-La Mancha. Zur Gemeinde gehört die Wüstung La Malena.

## Lage und Klima
Der ca. 720 m hoch gelegene Ort Horche liegt im südlichen Teil der Iberischen Hochebene (meseta). Die Provinzhauptstadt Guadalajara liegt etwa zehn Kilometer (Fahrtstrecke) nordwestlich; die Stadt Madrid ist ca. 48 Kilometer in westsüdwestlicher Richtung entfernt. Das Klima im Winter ist gemäßigt, im Sommer dagegen warm bis heiß; die eher geringen Niederschlagsmengen (ca. 578 mm/Jahr) fallen – mit Ausnahme der nahezu regenlosen Sommermonate – verteilt übers ganze Jahr.

## Bevölkerungsentwicklung
| Jahr      | 1970 | 1981 | 1991 | 2001 | 2011 | 2021 |
| Einwohner | 1296 | 1179 | 1071 | 1523 | 2484 | 2702 |

Die Einwohnerzahl der Gemeinde ist trotz der Mechanisierung der Landwirtschaft und der Aufgabe bäuerlicher Kleinbetriebe wegen der Nähe zu Madrid gestiegen.

## Sehenswürdigkeiten
- Kirche Mariä Himmelfahrt
- Franziskanerkonvent

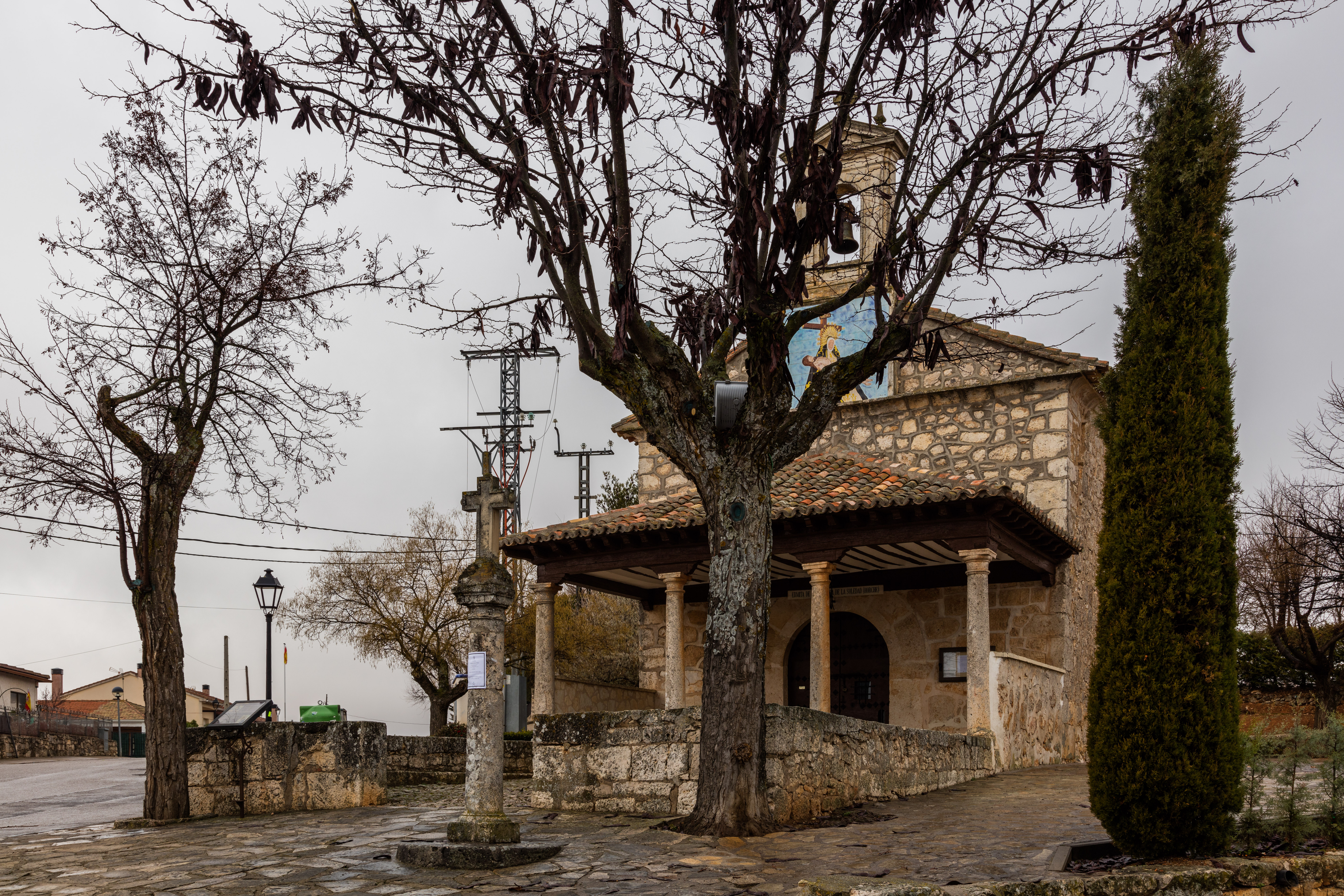
Marienkapelle
- Sebastianuskapelle
- Rochuskapelle
- Rathaus

- Marienkapelle

## Persönlichkeiten
- Ignacio Calvo (1864–1930), Schriftsteller und Archäologe